# Akira Komata
Akira Komata, född 31 januari 1998, är en japansk fäktare som tävlar i värja.

## Karriär
Vid OS 2024 ingick Komata i det japanska laget som tog silver i värja.